# Powiat ciechanowski

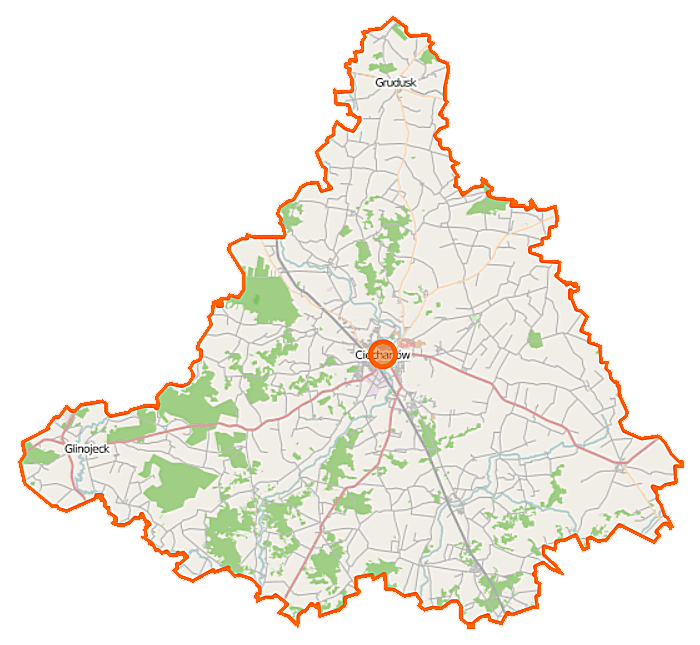
Mapa powiatu

Powiat ciechanowski – powiat w Polsce (województwo mazowieckie), utworzony w 1999 roku w ramach reformy administracyjnej. Jego siedzibą jest miasto Ciechanów.
W skład powiatu wchodzą:
- gminy miejskie: Ciechanów
- gminy miejsko-wiejskie: Glinojeck
- gminy wiejskie: Ciechanów, Gołymin-Ośrodek, Grudusk, Ojrzeń, Opinogóra Górna, Regimin, Sońsk
- miasta: Ciechanów, Glinojeck
- Według danych z 31 grudnia 2019 roku[2] powiat zamieszkiwały 89 423 osoby. Natomiast według danych z 30 czerwca 2020 roku powiat zamieszkiwało 89 213 osób[3].

## Demografia

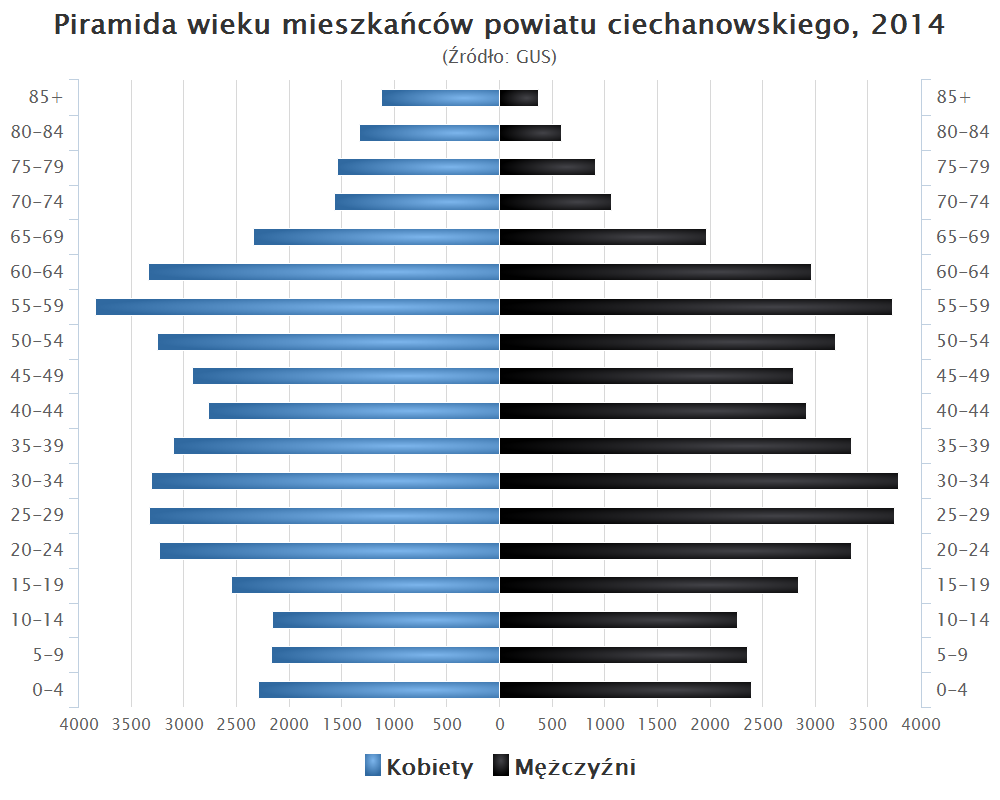
Piramida wieku mieszkańców powiatu ciechanowskiego w 2014 roku

Liczba ludności (dane z 30 czerwca 2005):
|        | Ogółem | Ogółem | Kobiety | Kobiety | Mężczyźni | Mężczyźni |
| osób   | %      | osób   | %       | osób    | %         |           |
| ------ | ------ | ------ | ------- | ------- | --------- | --------- |
| Ogółem | 91 502 | 100    | 46 620  | 50,95   | 44 882    | 49,05     |
| Miasto | 49 204 | 53,77  | 25 716  | 28,10   | 23 488    | 25,67     |
| Wieś   | 42 298 | 46,23  | 20 904  | 22,85   | 21 394    | 23,38     |

▶Wieś vs ▶miasto
Ogółem (▶k, ▶m)
Miasto (▶k, ▶m)
Wieś (▶k, ▶m)

## Podział administracyjny
Powierzchnia i ludność gmin powiatu ciechanowskiego (dane 2006 r.)
| Gmina                           | Powierzchnia | Powierzchnia | Ludność | Ludność  |
| ------------------------------- | ------------ | ------------ | ------- | -------- |
| Gmina                           | W ha         | W km²        | Ogółem  | Na 1 km² |
| Ciechanów (gm. miejska)         | 3262         | 33           | 45947   | 1409     |
| Ciechanów (gm. wiejska)         | 14054        | 141          | 5937    | 42       |
| Gołymin-Ośrodek (gm. wiejska)   | 11071        | 111          | 4022    | 36       |
| Grudusk (gm. wiejska)           | 9674         | 97           | 3893    | 40       |
| Ojrzeń (gm. wiejska)            | 12024        | 120          | 4405    | 37       |
| Opinogóra Górna (gm. wiejska)   | 13920        | 139          | 5990    | 43       |
| Regimin (gm. wiejska)           | 11118        | 111          | 4955    | 45       |
| Sońsk (gm. wiejska)             | 15472        | 154          | 8056    | 52       |
| Glinojeck (gm. miejsko-wiejska) | 15385        | 154          | 7948    | 52       |
| Glinojeck – miasto              | 737          | 7            | 3058    | 415      |
| Glinojeck – obszar wiejski      | 14648        | 147          | 4890    | 33       |

Źródło:
- GUS. stat.gov.pl. [zarchiwizowane z tego adresu (2008-02-27)].

## Historia

### Podział administracyjny 1.IV.1932[5]
| Gmina     | Typ | Siedziba    | Pow. km² | Ludn. 1921 | Ludn. 1931 | Powiat       | Województwo |
| --------- | --- | ----------- | -------- | ---------- | ---------- | ------------ | ----------- |
| Ciechanów | M   | Ciechanów   | 16,4     | 11977      | 13954      | ciechanowski | warszawskie |
| Bartołdy  | w   | Barańce     | 87,3     | 3397       | 3799       | ciechanowski | warszawskie |
| Gołymin   | w   | Gołymin     | 109,0    | 4826       | 5628       | ciechanowski | warszawskie |
| Grudusk   | w   | Grudusk     | 113,7    | 5368       | 6197       | ciechanowski | warszawskie |
| Młock     | w   | Wola Młocka | 168,3    | 8134       | 9519       | ciechanowski | warszawskie |
| Nużewo    | w   | Ciechanów   | 118,5    | 5908       | 7755       | ciechanowski | warszawskie |
| Ojrzeń    | w   | Ojrzeń      | 90,1     | 3680       | 4100       | ciechanowski | warszawskie |
| Opinogóra | w   | Opinogóra   | 93,7     | 4077       | 4693       | ciechanowski | warszawskie |
| Regimin   | w   | Regimin     | 202,8    | 9403       | 10630      | ciechanowski | warszawskie |
| Sońsk     | w   | Sońsk       | 128,8    | 6585       | 7036       | ciechanowski | warszawskie |
| Zalesie   | w   | Krasne      | 79,9     | 5043       | 5676       | ciechanowski | warszawskie |

### Szczegółowy podział administracyjny z 1952 roku
Stan na 1 lipca 1952 roku
| Województwo warszawskie |                              |                 | |
| Powiat ciechanowski     | Bartołdy                     | Barańce         | Bartołdy • Brzozowo • Brzozówko • Cierpigórz • Długołęka Wielka • Golany • Goździe • Grabowo • Klonowo • Kraski • Łaguny • Pęczki • Pokojewo • Rembowo • Sosnowo • Turowo • Wola Wierzbowska • Załuże • Zielona |
| Powiat ciechanowski     | Gołymin                      | Gołymin-Ośrodek | Garnowo-Stara Wieś • Gogole Wielkie • Nowy Gołymin • Gołymin-Ośrodek • Gołymin-Południe • Gołymin-Północ • Kałęczyn • Kobylin • Konarzewo-Marcisze • Konarzewo-Mierniki • Łęki • Morawka • Nasierowo-Dziurawieniec • Nasierowo Górne • Nieradowo • Obiedzino Górne • Osiek-Aleksandrowo • Osiek Górny • Osiek-Wólka • Pajewo Wielkie • Ruszkowo • Smosarz-Dobki • Watkowo • Wielgołęka • Wola Gołymińska • Wróblewko • Wróblewo                                                                        |
| Powiat ciechanowski     | Grudusk                      | Grudusk         | Budy Garlińskie • Garlino • Garlino-Zalesie • Grudusk • Humięcino-Andrychy • Humięcino-Koski • Humięcino-Retki • Kluszewo • Kołaki • Leśniewo Górne • Łysakowo • Mierzanowo • Przywilcz • Pszczółki • Purzyce-Rozwory • Purzyce-Trojany • Rąbież • Sokołowo • Stryjewo Wielkie • Strzelnia • Wiksin • Wiśniewo • Zakrzewo Wielkie • Żarnowo |
| Powiat ciechanowski     | Krasne (pocz. gmina Zalesie) | Krasne          | Augustowo • Bogdalec • Elżbiecin • Filipy • Gawronki • Kalinowiec • Kierzki • Kozin • Krasne • Kurowo • Milewo-Brzegędy • Milewo-Rączki • Milewo-Szwejki • Mosaki • Mosaki-Rukle • Szczuki • Szlasy • Tabuły • Węgrzynowo • Węgrzynówek • Wężewo • Zalesie • Żbiki |
| Powiat ciechanowski     | Młock                        | Ościsłowo       | Bielawy • Brody Młockie • Budy Rumockie • Dukt • Faustynowo • Garwarz • Glinojeck • Juliszewo • Kanigówek • Kowalewko • Lipiny • Luszewo • Malużyn • Młock • Ościsłowo • Płaciszewo • Rumoka • Sadek • Sulerzyż • Śródborze • Wkra • Wólka Garwarska • Zalesie • Żeleźnia |
| Powiat ciechanowski     | Nużewo                       | Ciechanów       | Baraki-Chotum • Bielin • Chotum • Chruszczewo • Gąski • Gołoty • Gorysze • Gostkowo • Gumowo • Kargoszyn • Kargoszynek • Kownaty Zendowe • Krubin • Niechodzin • Niestum • Nowa Wieś • Nużewko • Nużewo • Pęchcin • Ropele • Rydzewo • Rykaczewo • Rutki-Begny • Rutki-Borki • Rutki-Głowice • Rutki-Marszewice • Szczurzynek • Śmiecin Kolonia • Śmiecin Nowy • Śmiecin Stary • Ujazdowo • Ujazdówek • Wólka Rydzewska                                                                                |
| Powiat ciechanowski     | Ojrzeń                       | Ojrzeń          | Brodziencin • Bronisławie • Dąbrowa • Gostomin • Grabówiec • Halinin Nowy • Halinin Stary • Kałki • Kicin • Kownaty Borowe • Kraszewo • Kuchary • Lipówiec • Luberadz • Luberadzyk • Nowa Wieś • Obrąb • Ojrzeń • Osada Wola • Przyrowa • Radziwie • Rzeszotko • Rzy • Skarżynek • Trzpioły • Wojtkowa Wieś • Wola Wodzyńska • Zochy |
| Powiat ciechanowski     | Opinogóra                    | Opinogóra Górna | Bacze • Bogucin • Chrzanówek • Czernice • Dzbonie • Elżbiecin • Kalisz • Kąty • Kołaczków • Kołaki-Budzyno • Kołaki-Kwasy • Kotermań • Lipa • Nowokrasne • Opinogóra Dolna • Opinogóra Górna • Opinogóra Kolonia • Pałuki • Pomorze • Przedwojewo • Rąbież • Wierzbowo • Władysławów • Zygmuntów |
| Powiat ciechanowski     | Regimin                      | Regimin         | Bolewo • Budy Bolewskie • Budy Sułkowskie • Czarnocin • Czarnocinek • Grabienice • Grzybowo • Jarluty Małe • Jarluty Wielkie • Karniewo • Kątki • Klice • Kozdroje • Koziczyn • Krośnice • Lekowo • Lekowiec • Leśniewo Dolne • Łebki • Modełka • Nieborzyn • Niedzbórz • Pawłowo • Pawłówko • Pieńpole • Pniewo-Czeruchy • Pniewo Wielkie • Pokrytki • Przążewo • Przybyszewo • Radomka • Rajmundowo • Regimin • Sułkowo Polne • Szulmierz • Targonie • Trzcianka • Unikowo • Wola Pawłowska • Zeńbok |
| Powiat ciechanowski     | Sońsk                        | Sońsk           | Bądkowo • Bieńki-Karkuty • Bieńki-Śmietanki • Burkaty • Chróścice • Ciemniewko • Ciemniewo • Drążewo • Gąsocin • Gołotczyzna • Grędzice • Gutkowo • Komory Błotne • Komory Dąbrowne • Koźniewo-Łysaki • Łebki Wielkie • Łopacin • Marusy • Mieszki-Rożki • Mieszki Wielkie • Niesłuchy • Olszewka • Pękawka • Rzeczki • Sarnowa Góra • Soboklęszcz • Sońsk • Spondoszyn • Strusin • Strusinek • Szwejki                                                                                                |

Źródło:
- Wykaz Gromad Polskiej Rzeczypospolitej Ludowej według stanu z dnia 1.VII 1952 r., Polska Rzeczpospolita Ludowa, Główny Urząd Statystyczny, Warszawa, 1952

## Starostowie ciechanowscy
- Zbigniew Bartoszko (1999–2002) (PSL, AWS)
- Sławomir Morawski (2002–2018) (PSL)
- Joanna Potocka-Rak (od 2018) (PSL)

## Sąsiednie powiaty
- Powiat makowski
- Powiat mławski
- Powiat płoński
- Powiat przasnyski
- Powiat pułtuski